# Ritratto di fanciulla (Violante)
Ritratto di fanciulla (Violante) è un dipinto olio su tela, conservato alla Galleria Estense di Modena la cui attribuzione a Giovanni Cariani rimane ancora incerta. La presenza di altre due copie del dipinto oltre a questa, una al Sépmuvésveszeti Muzeum di Budapest, e una al Museo Fine Art di Houston, hanno reso difficile e non certa l'attribuzione. Fino al Novecento vennero considerati lavori riconducibili a Palma il Vecchio, copie di un ritratto di fanciulla andato perduto.

## Storia
Il Ritratto di fanciulla è presente nella galleria di Modena fino dal 1770, forse rubato da Francesco V di Modena durante la sua fuga nel 1859 non essendo presente negli elenchi del 1871. Era catalogato come opera del Giorgione  fino a quando nei primi anni del '900 venne collegato con le due opere presenti nei musei esteri, e studiati unitamente.

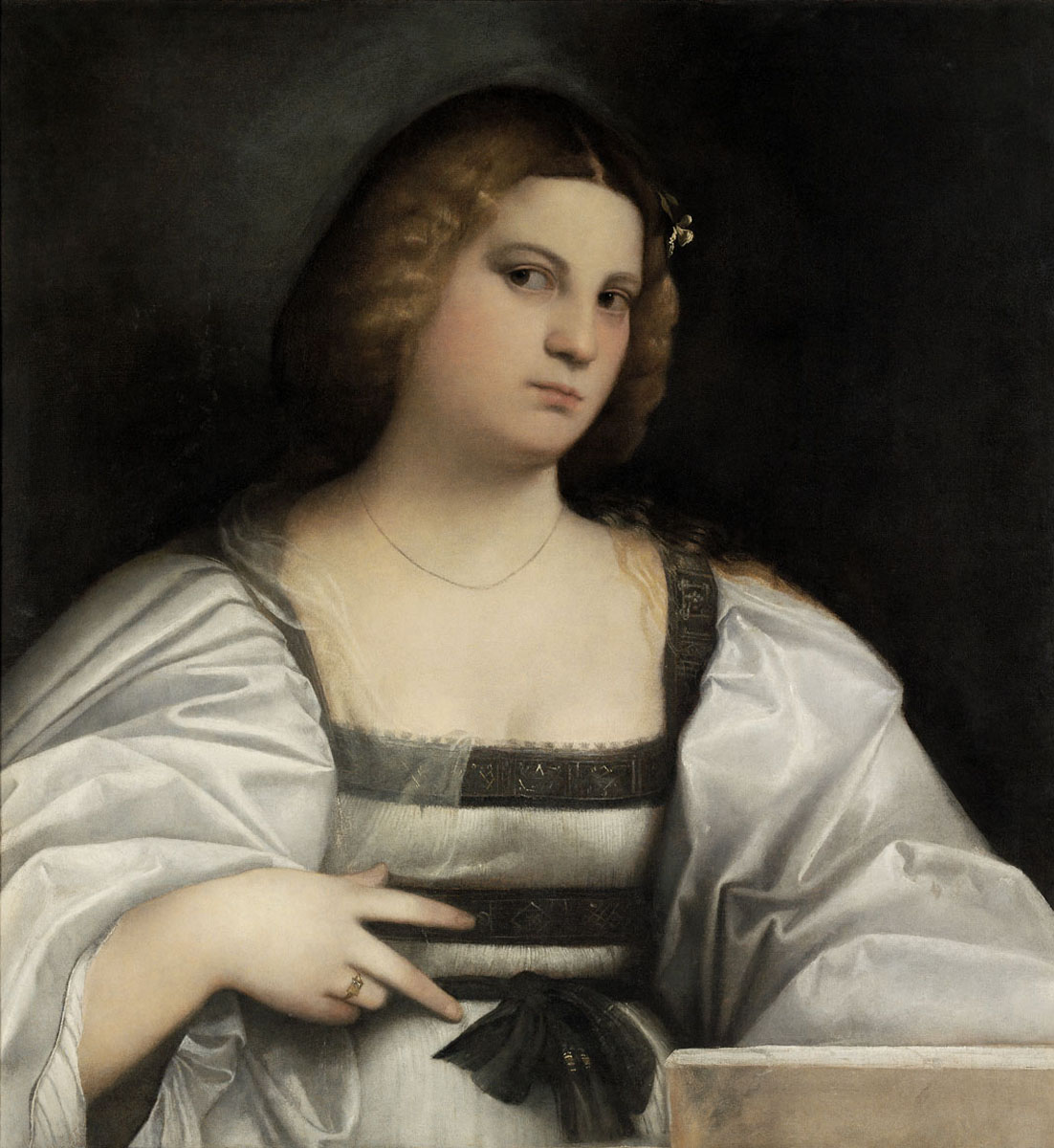
Ritratto di fanciulla-Budapest, Museo Szepmuveszeti- (64,5x60)

La tela conservata a Budapest ha una provenienza più certa, faceva parte della collezione veneta di Bartolomeo della Nave, diventando nel 1638 proprietà di lord Hamilton. Lo si ritrova nel 1659 esposto nella galleria dell'arciduca Leopoldo Guglielmo. Venne collegato nel 1770 nel Castello di Presburgo e successivamente al castello Reale di Buda, solo dal 1848 collocato nel Museo Nazionale e dal 1902 mai rimosso dalla sua collocazione. Era indicato in catalogo come opera di Palma il Vecchio o del Giorgione, e di Sebastiano del Piombo. Solo dal 1900 venne indicato il Cariani ma senza che nessuno abbia mai saputo porre valide documentazioni, il dipinto infatti dal 1967 è catalogato come opera veneta ignorandone l'autore. 
I restauri delle tele non hanno risolto il problema dell'assegnazione, che, per il quadro a Modena, venne indicata nel Cariani solo nel 1937 da Roberto Longhi e in parte confermato da Bernard Berenson. La mancanza di documentazione sulla provenienza della tela rende il quesito di difficile e incerta soluzione.

## Descrizione

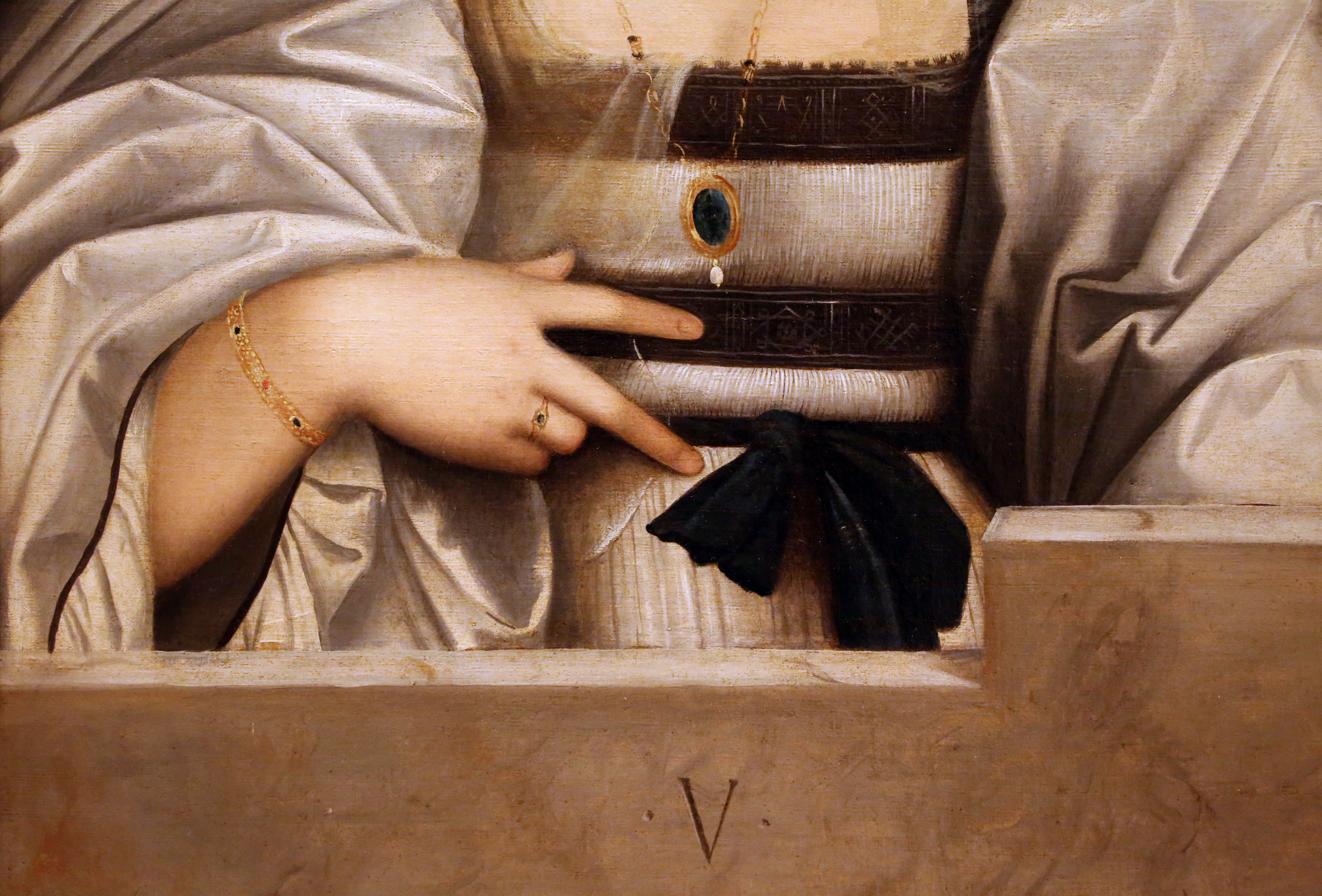
Ritratto di fanciulla-Galleria estense Modena

Entrambe le tele raffigurano una giovane fanciulla, molto bella e molto elegante, di cui non si conosce l'identità. La V posta davanti a lei, ha dato non pochi motivi di studio da parte degli storici d'arte. L'interpretazione più condivisa è V come Vivus riprendendo l'epigrafia romana.
Le tele hanno dimensioni differenti, quella di Modena è la più grande e anche la più ricca di particolari, per questo considerata una copia dell'originale che si ritiene sia quella conservata a Budapest (1515 ?). Le differenze maggiori sono però sugli ornamenti della giovane. Solo su quello conservato nel museo estense, l'abbondante scollatura della giovane, è ornata da una catena d'oro con pendente in pietra, e il polso destro da un bracciale con pietre. I dipinti di Budapest e Modena sono identici nei particolari delle pieghe delle grandi maniche, mentre quello di Huston ha molte differenze, per questo viene considerato un'opera successiva e non più originale.
Le pieghe delle maniche, non morbide ma con tagli netti, riportano alla tela Gentiluomini e cortigiane, così come la capigliatura nel biondo cascante dei ricci ne è un buon collegamento.  Questi sono i soli elementi che permettono di considerare il Cariani autore di almeno due delle tre opere.